# Joos Ambühl
Joos Ambühl, né le 23 octobre 1959 à Davos, est un fondeur suisse.